# 达莫
达莫（Damoh），是印度中央邦Damoh县的一个城镇。总人口112160（2001年）。

## 人口
该地2001年总人口112160人，其中男性58898人，女性53262人；0—6岁人口15320人，其中男7955人，女7365人；识字率72.53%，其中男性为78.77%，女性为65.64%。